# Piedade do Rio Grande
Piedade do Rio Grande är en kommun i Brasilien.   Den ligger i delstaten Minas Gerais, i den sydöstra delen av landet, 700 km sydost om huvudstaden Brasília. Antalet invånare är 4 709.
Omgivningarna runt Piedade do Rio Grande är huvudsakligen savann. Runt Piedade do Rio Grande är det glesbefolkat, med 16 invånare per kvadratkilometer.